# Epiechinus resimus
Epiechinus resimus är en skalbaggsart som beskrevs av Schmidt 1895. Epiechinus resimus ingår i släktet Epiechinus och familjen stumpbaggar. Inga underarter finns listade i Catalogue of Life.